# Hyperolius constellatus
Espèce
Synonymes
- Hyperolius castaneus constellatus Laurent, 1951
- Hyperolius castaneus submarginatus Laurent, 1952

Hyperolius constellatus est une espèce d'amphibiens de la famille des Hyperoliidae.

## Répartition
Cette espèce est endémique de République démocratique du Congo. Elle se rencontre entre 2 800 et 2 850 m d'altitude sur les plateaux Itombwe et Kabobo.

## Taxinomie
Cette espèce a été élevée au rang d'espèce par Greenbaum, Sinsch, Lehr, Valdez & Kusamba en 2013.

## Publication originale
- Laurent, 1951 : Deux reptiles et onze batraciens nouveaux d'Afrique centrale. Revue de Zoologie et de Botanique Africaines, vol. 44, p. 360-381.